# ۶ ژوئن
۶ ژوئن در تقویم گرگوری، صد و پنجاه و هفتمین (در سال‌های کبیسه صد و پنجاه و هشتمین) روز سال است. ۲۰۸ روز تا پایان سال باقی است.

## مناسبت‌ها
- روز جهانی زبان روسی

## رویدادها
- ۱۹۴۱ - عملیات بارباروسا: آدولف هیتلر با صدور فرمان کمیسار از ورماخت خواست در جریان تهاجم به شوروی، عناصر سیاسی حزب کمونیست در یگان‌های ارتش سرخ را پس از اسارت از بین ببرد.
- ۲۰۰۴ - محاکمه شهلا جاهد همسر دوم ناصر محمدخانی؛محکوم به قتل لاله سحرخیزان (خیّر و همسر اول ناصر محمدخانی ) [۱]

## زادروزها
- ۱۷۹۹ - الکساندر پوشکین، شاعر و نویسندهٔ روسی سبک رومانتیسیسم.
- ۱۸۷۵ - توماس مان نویسنده آلمانی.